# Aeroportul Kristianstad
Aeroportul Kristianstad (IATA: KID, ICAO: ESMK) este un aeroport din Comuna Kristianstad, Skåne län, Suedia ce deservește zona Kristianstad. Aeroportul a fost tranzitat în 2022 de 15.116 pasageri. A fost numit după zona deservită.
Situat la o altitudine de 10 m, aeroportul dispune de 1 pistă.

## Infrastructură

### Piste
Aeroportul dispune de o singură pistă. Pista 01/19 are suprafața de asfalt și dimensiunile 2.215 m × 45 m. 